# Il ponte sulla Drina
Il ponte sulla Drina (titolo originale: На Дрини Ћуприја, traslitterato: Na Drini Ćuprija) è un romanzo scritto da Ivo Andrić tra il 1942 e il 1943 e pubblicato nel 1945, pochi mesi dopo la fine della seconda guerra mondiale.
Fu il romanzo d'esordio di Andrić, che fino ad allora aveva scritto e pubblicato solo numerosi racconti brevi.
Il romanzo è caratterizzato da una prosa lenta ma vigorosa e da uno svolgimento che abbraccia diversi secoli: la trama si svolge infatti partendo dall'inizio del XVI secolo e giungendo fino alla prima guerra mondiale.
Il protagonista del romanzo è il ponte sul fiume Drina (Ponte di Mehmed Paša Sokolović) situato nella cittadina di Višegrad, località che si trova nella parte orientale della Bosnia, al confine con la Serbia. Il ponte fu costruito su ordine di Mehmed Pașa Sokolovič, che da ragazzino era stato rapito dalla zona di Višegrad (1516) e portato a Istanbul dove, dopo anni di addestramento militare, aveva vestito dapprima la divisa dei giannizzeri (il cosiddetto devșirme, una pratica assidua durante il dominio dell'Impero ottomano) ed era poi divenuto visir, inviato durante il regno di Solimano il Magnifico nella zona di origine.
Tramite una serie di racconti e aneddoti ambientati sullo sfondo e spesso sopra il ponte, Andrić traccia la storia di Višegrad e della Bosnia stessa, area costantemente al confine tra Impero ottomano ed Europa, tra cultura orientale e religione musulmana e cultura occidentale e cristiana.
Il romanzo è considerato da alcuni una lettura importante per la comprensione della storia della ex-Jugoslavia.

## Sommario dei capitoli
| Capitolo     | Anno      | Eventi maggiori |
| Uno          | 1516      | Il futuro Sokollu Mehmed Pasha è portato da giovane dalla sua città natale per addestrarsi alla corte del Sultano. Attraversando il fiume Drina su un traghetto, Mehmed desidera un giorno costruire un ponte per collegare le sponde.                                                                                         |
| Due          | 1571      | Inizia la costruzione del ponte sotto la supervisione del brutale consigliere Abidaga. |
| Tre          | 1573      | Un gruppo di Serbi tenta di sabotare la costruzione. Uno è catturato e impalato. |
| Quattro      | 1577      | Abidaga è sostituito dal Sultano, dopo accuse di corruzione. La costruzione continua e si espande fino a includere anche un caravanserraglio. Il ponte viene completato. |
| Cinque       | 1686      | L'Impero Ottomano si ritira dal Regno di Ungheria. Il ponte inizia a cadere in rovina per la mancanza di fondi, mentre le alluvioni danneggiano seriamente la cittadina. |
| Sei          | 1805      | La prima rivolta serba porta la autorità ottomane a costruire un posto di blocco sul ponte con diverse esecuzioni. |
| Sette        | 1850      | Le frontiere dell'Impero Ottomano continuano ad arretrare sempre più mentre la peste dilaga nella valle. |
| Otto         | 1855      | Fata figlia di Avdaga, una giovane musulmana, si suicida buttandosi dal ponte piuttosto che accettare delle nozze combinate. |
| Nove         | 1878      | Il Congresso di Berlino assegna la regione della Bosnia ed Erzegovina all'Impero austro-ungarico. Le truppe austriache procedono per occupare la città e il ponte sulla Drina. La città, caratterizzata da un mescolamento di europei, serbi e turchi, diviene un deposito per le truppe militari in stanza nella regione.     |
| Dieci        | 1878      | Il Congresso di Berlino assegna la regione della Bosnia ed Erzegovina all'Impero austro-ungarico. Le truppe austriache procedono per occupare la città e il ponte sulla Drina. La città, caratterizzata da un mescolamento di europei, serbi e turchi, diviene un deposito per le truppe militari in stanza nella regione.     |
| Undici       | 1878      | Il Congresso di Berlino assegna la regione della Bosnia ed Erzegovina all'Impero austro-ungarico. Le truppe austriache procedono per occupare la città e il ponte sulla Drina. La città, caratterizzata da un mescolamento di europei, serbi e turchi, diviene un deposito per le truppe militari in stanza nella regione.     |
| Dodici       | 1878      | Il Congresso di Berlino assegna la regione della Bosnia ed Erzegovina all'Impero austro-ungarico. Le truppe austriache procedono per occupare la città e il ponte sulla Drina. La città, caratterizzata da un mescolamento di europei, serbi e turchi, diviene un deposito per le truppe militari in stanza nella regione.     |
| Tredici      | 1882      | Il brigante Jakov Čekrlija approfitta dell'infatuazione di un soldato per una giovane ragazza turca per fuggire passando il ponte. Il piano fallisce ma il soldato, che viene espulso dall'esercito per aver ceduto alle debolezze, si suicida per vergogna.                                                                   |
| Quattordici  | 1895      | L'economia cittadina conosce un florido periodo sotto il governo austro-ungarico. Si introduce l'Albergo di Lotika, che sarà poi l'ambiente per molte storie successive. |
| Quindici     | 1895      | L'economia cittadina conosce un florido periodo sotto il governo austro-ungarico. Si introduce l'Albergo di Lotika, che sarà poi l'ambiente per molte storie successive. |
| Sedici       | 1898-1904 | Le tensioni etniche in città si riaccendono dopo l'omicidio dell'Imperatrice Elisabetta di Baviera, uccisa da un anarchico italiano, Luigi Lucheni, a GinevraIl ponte viene ristrutturato. Viene costruita la ferrovia e la strada che passa per il ponte inizia a decadere.                                                   |
| Diciassette  | 1908      | L'Austria rafforza il suo potere in Bosnia con un formale atto di annessione, affisso sul ponte; ciò causerà non poche rivolte |
| Diciotto     | 1912-1913 | Le guerre Balcaniche cambiano la geografia della regione, per la prima volta i confini dell'impero Ottomano retrocedono fino a Costantinopoli con effetti diversi sugli abitanti della cittadina. Si diffondono nuove idee, come il socialismo o il nazionalismo.                                                              |
| Diciannove   | 1913      | Giovani studenti si incontrano sul ponte e discutono del mondo che sta cambiando. |
| Venti        | 1913      | La proprietaria dell'Hotel Lotte, Lotika, ormai donna molto anziana, riflette sulla sua vita. |
| Ventuno      | 1914      | Cronache dell'inizio della prima guerra mondiale. La guerra irrompe nella cittadina e nella vita dei suoi abitanti, condizionandole per sempre. Il ponte, precedentemente minato, è prima danneggiato dai bombardamenti, e ne viene infine fatto saltare il settimo pilastro a seguito della ritirata delle truppe austriache. |
| Ventidue     | 1914      | Cronache dell'inizio della prima guerra mondiale. La guerra irrompe nella cittadina e nella vita dei suoi abitanti, condizionandole per sempre. Il ponte, precedentemente minato, è prima danneggiato dai bombardamenti, e ne viene infine fatto saltare il settimo pilastro a seguito della ritirata delle truppe austriache. |
| Ventitré     | 1914      | Cronache dell'inizio della prima guerra mondiale. La guerra irrompe nella cittadina e nella vita dei suoi abitanti, condizionandole per sempre. Il ponte, precedentemente minato, è prima danneggiato dai bombardamenti, e ne viene infine fatto saltare il settimo pilastro a seguito della ritirata delle truppe austriache. |
| Ventiquattro | 1914      | Cronache dell'inizio della prima guerra mondiale. La guerra irrompe nella cittadina e nella vita dei suoi abitanti, condizionandole per sempre. Il ponte, precedentemente minato, è prima danneggiato dai bombardamenti, e ne viene infine fatto saltare il settimo pilastro a seguito della ritirata delle truppe austriache. |

## Edizioni italiane
- Il ponte sulla Drina, traduzione di Bruno Meriggi, Oscar Mondadori, Arnoldo Mondadori Editore, 1960, ISBN 978-8804403746.
- Il ponte sulla Drina, traduzione di Dunja Badnjević, Oscar Moderni, Arnoldo Mondadori Editore, 2016, ISBN 978-8804665038.